# Торреїт
Торреїт (рос. торрейит; англ. torreyite; нім. Torreyit m) — мінерал, основний водний сульфат магнію, цинку та манґану.
Названий за прізвищем американського дослідника Дж. Торрея (J.Torrey), J.Prewitt-Hopkins, 1949. Син. — δ-мурит, δ-муреїт.

## Опис
Хімічна формула:
- 1. За Є. Лазаренком: (Mg, Zn, Mn)8[(OH)14|SO4]•4H2O.
- 2. За К.Фреєм: (Mg, Mn) Zn2(OH)12SO4•4H2O.
- 3. За «Fleischer's Glossary» (2004): (Mg, Mn)9Zn4[SO4]2(OH)22•8(H2O).

Містить у % (з родов. Стерлінг-Гілл, США): MgO — 17,27; ZnO — 26,30; MnO — 17,98; SO3 — 11,64; H2O — 26,39.
Домішки: SiO2.
Сингонія моноклінна. Утворює щільні, зернисті й листуваті аґреґати. Двійники полісинтетичні. Спайність по (010) добра. Густина 2,67. Тв. 3,0-3,5. Колір голубувато-білий. Блиск скляний до перламутрового полиску. Напівпрозорий. У шліфі безбарвний. Зустрічається з муритом, флюоритом у прожилках. Рідкісний.

## Поширення
Знахідки: Стерлінг-Гілл і Франклін, штат Нью-Джерсі (США).